# Giuliano Galoppo
Giuliano Galoppo (Buenos Aires, Argentina; 18 de junio de 1999) es un futbolista profesional argentino. Se desempeña como volante ofensivo en el Club Atlético River Plate de la Primera División de Argentina.
Es hijo del exfutbolista Marcelino Galoppo.

## Carrera

### Inferiores
Giuliano inicio las inferiores Atlético de Rafaela hasta el 2014, durante ese año jugó en Boca Juniors, pero debido a la poca continuidad, decidió irse a Banfield.
Allí estuvo en el 2015, teniendo buenas actuaciones. Por ello, Banfield puso sus ojos en él, y Galoppo aceptó debido al proyecto que hay en las inferiores del club.

### Banfield
El 11 de febrero de 2018 fue al banco de suplentes frente a Talleres de Córdoba, siendo su primera vez como convocado en un partido profesional. Meses más tarde firmó su primer contrato.
El 26 de noviembre de 2018 hizo su debut en Primera. Fue ante Racing Club, ingresando a los 33 minutos del segundo tiempo por Luciano Gómez. El partido terminó 0-0.

### Sao Paulo
En julio de 2022 Galoppo es vendido al Sao Paulo de Brasil. En el año 2023, se convierte en el primer futbolista argentino de la historia en ser máximo goleador del Campeonato Paulista, con 8 goles.

### River Plate
El 7 de enero de 2025 fue anunciado como nuevo jugador de River Plate, llegando en condición de cedido por un año.

## Estadísticas

### Clubes
Actualizado de acuerdo al último partido jugado el 2 de agosto de 2025.
| Club                        | Div.          | Temporada     | Liga  | Liga  | Liga   | Copas nacionales | Copas nacionales | Copas nacionales | Copas internacionales | Copas internacionales | Copas internacionales | Total | Total | Total  |
| Club                        | Div.          | Temporada     | Part. | Goles | Asist. | Part.            | Goles            | Asist.           | Part.                 | Goles                 | Asist.                | Part. | Goles | Asist. |
| --------------------------- | ------------- | ------------- | ----- | ----- | ------ | ---------------- | ---------------- | ---------------- | --------------------- | --------------------- | --------------------- | ----- | ----- | ------ |
| C. A. Banfield Argentina    | 1.ª           | 2018-19       | 2     | 0     | 0      | 3                | 0                | 0                | —                     | —                     | —                     | 5     | 0     | 0      |
| C. A. Banfield Argentina    | 1.ª           | 2019-20       | 4     | 0     | 0      | 3                | 1                | 0                | —                     | —                     | —                     | 7     | 1     | 0      |
| C. A. Banfield Argentina    | 1.ª           | 2020          | —     | —     | —      | 13               | 5                | 0                | —                     | —                     | —                     | 13    | 5     | 0      |
| C. A. Banfield Argentina    | 1.ª           | 2021          | 23    | 3     | 0      | 11               | 4                | 1                | —                     | —                     | —                     | 34    | 7     | 1      |
| C. A. Banfield Argentina    | 1.ª           | 2022          | 7     | 3     | 2      | 14               | 5                | 0                | 6                     | 0                     | 0                     | 27    | 8     | 2      |
| C. A. Banfield Argentina    | Total club    | Total club    | 36    | 6     | 2      | 44               | 15               | 1                | 6                     | 0                     | 0                     | 86    | 21    | 3      |
| São Paulo F. C. · Brasil    | 1.ª           | 2022          | 14    | 1     | 0      | 3                | 0                | 0                | 4                     | 0                     | 0                     | 21    | 1     | 0      |
| São Paulo F. C. · Brasil    | 1.ª           | 2023          | —     | —     | —      | 11               | 8                | 2                | —                     | —                     | —                     | 11    | 8     | 2      |
| São Paulo F. C. · Brasil    | 1.ª           | 2024          | 13    | 0     | 0      | 10               | 1                | 1                | 5                     | 0                     | 1                     | 28    | 1     | 2      |
| São Paulo F. C. · Brasil    | Total club    | Total club    | 27    | 1     | 0      | 24               | 9                | 3                | 9                     | 0                     | 1                     | 60    | 10    | 4      |
| C. A. River Plate Argentina | 1.ª           | 2025          | 14    | 3     | 0      | 1                | 1                | 0                | 5                     | 1                     | 0                     | 20    | 5     | 0      |
| C. A. River Plate Argentina | Total club    | Total club    | 14    | 3     | 0      | 1                | 1                | 0                | 5                     | 1                     | 0                     | 20    | 5     | 0      |
| Total carrera               | Total carrera | Total carrera | 77    | 10    | 2      | 69               | 25               | 4                | 20                    | 1                     | 1                     | 166   | 36    | 7      |
| 1. 2.                       |               |               |       |       |        |                  |                  |                  |                       |                       |                       |       |       |        |

## Palmarés

### Títulos nacionales
| Título              | Club            | País   | Año  |
| ------------------- | --------------- | ------ | ---- |
| Copa de Brasil      | São Paulo F. C. | Brasil | 2023 |
| Supercopa de Brasil | São Paulo F. C. | Brasil | 2024 |

### Distinciones individuales
| Título                           | Año  |
| -------------------------------- | ---- |
| Goleador del Campeonato Paulista | 2023 |